# Бішофрода
Бішофрода (нім. Bischofroda) — громада в Німеччині, розташована в землі Тюрингія. Входить до складу району Вартбург. Складова частина об'єднання громад Міла.
Площа — 10,04 км2. Населення становить 640 ос. (станом на 31 грудня 2021).